# 津幡町文化会館
津幡町文化会館（つばたまちぶんかかいかん、Tsubata Town cultural hall CYGNUS）は、石川県河北郡津幡町にある複合文化施設である。愛称はシグナスで、津幡町の鳥・ハクチョウにちなんで名付けられた 。
イベント開催時などの案内では、正式名称と愛称を合成した津幡町文化会館シグナスが主に使用される。

## 概要
シグナスは主に津幡町立図書館と多目的ホールの施設で構成されている。ホールは客席が802席あり、コンサート、芸能、講演等の様々な用途で利用されている。優良ホール100選に選ばれた。ホールは2019年11月から約3か月間改修工事のため休館。
また、視聴覚ホール、研修室、多目的室、和室等も有する。その他に、津幡町児童センターや、津幡町教育委員会の生涯教育課、学校教育課、教育総務課も入っている。

## 施設
- 建築面積：5963.71m2 地上4階、地下1階[2]
- 総座席数：802席（1階：638席、2階：146席、車椅子ブース：12席、親子室：6席）[3]
- 舞台機構：可動プロセニアムウイング、昇降プロセニアム、音響反射板、大型スクリーン[3]

## 周辺
- アル・プラザ津幡
- 津幡町役場
- 津幡駅
- 津幡郵便局
- 石川工業高等専門学校
- 津幡警察署